# Miromesnil (metropolitana di Parigi)
Miromesnil è una stazione delle linee 9 e 13 della metropolitana di Parigi.

## La stazione
La stazione è stata inaugurata nel 1923 per la linea 9 e nel 1973 per la linea 13. Il suo nome è un omaggio al magistrato Armand Thomas Hue de Miromesnil (1723-1796). Egli fece abolire le torture inflitte alle persone ancora non dichiarate colpevoli.

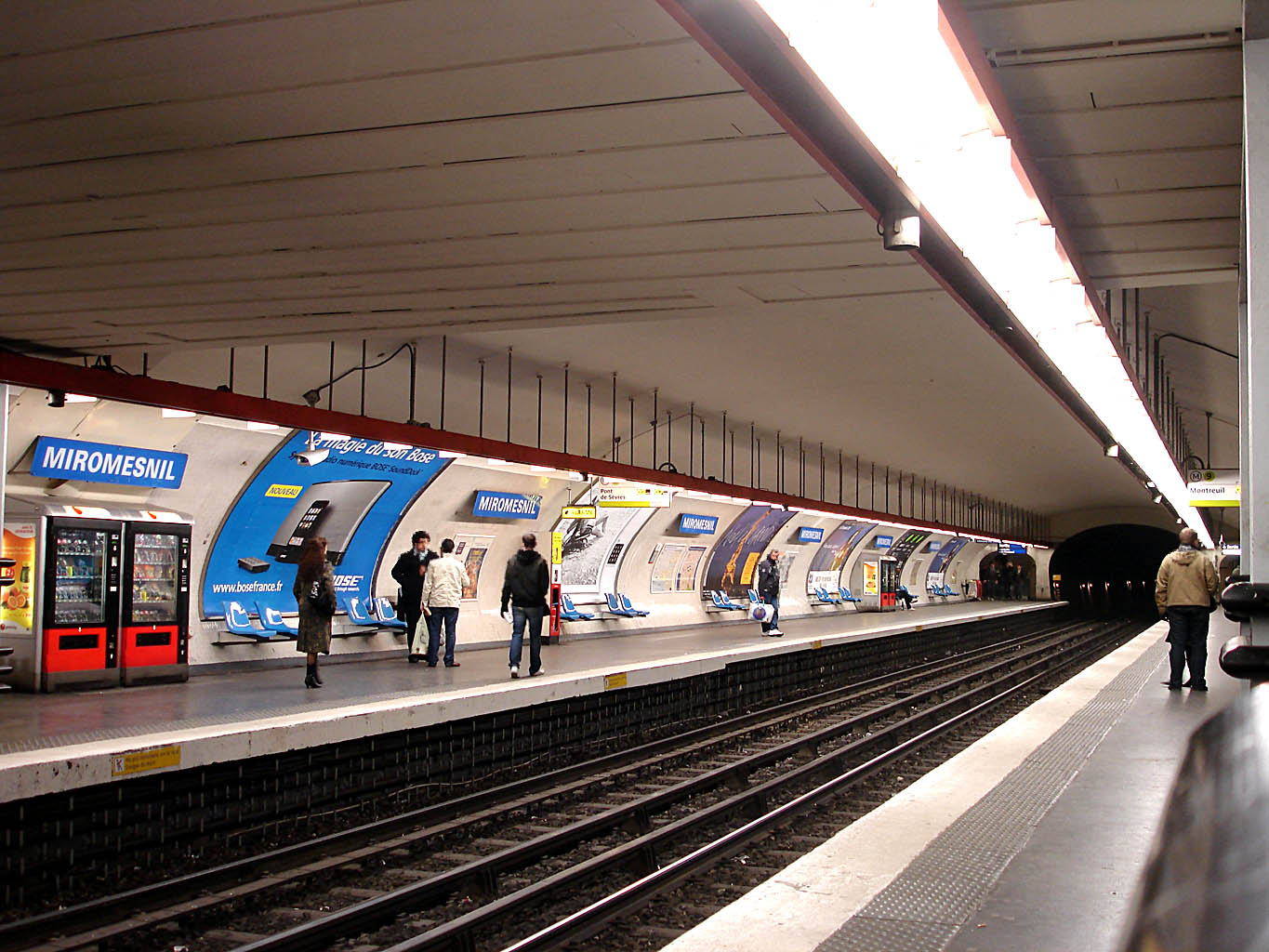
La banchina della linea 9
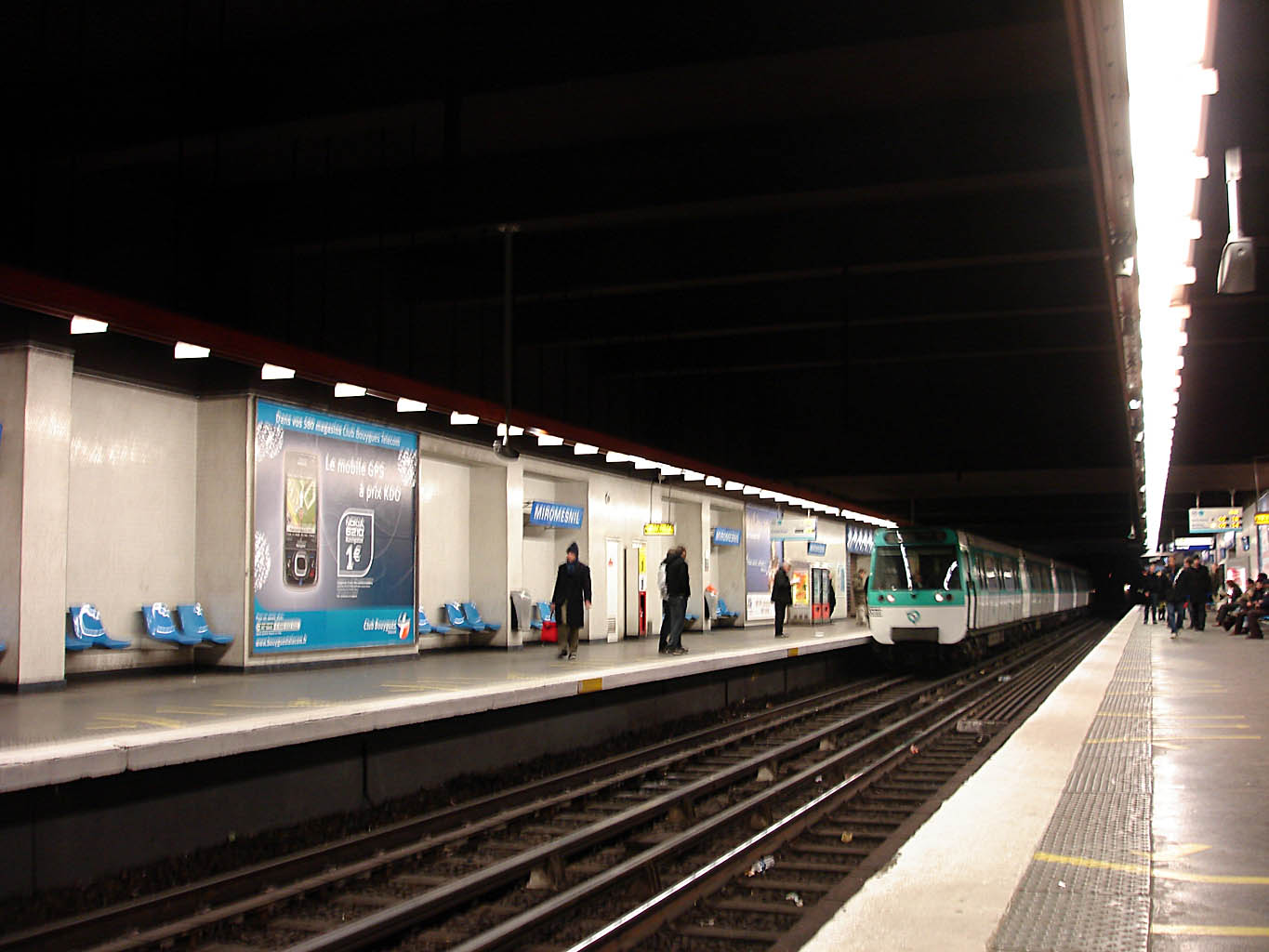
La banchina della linea 13

## Interconnessioni
- Bus RATP - 28, 32, 52, 80, 83, 93
- Bus notturno - N01, N02, N53

## Nelle vicinanze
- Palazzo dell'Eliseo
- Museo Jacquemart-André